# Seglar- och kolibrifåglar
Seglar- och kolibrifåglar (Apodiformes) är en stor ordning inom fåglarna som omfattar omkring 120 släkten med cirka 450 arter och som delas in i de tre nu existerande familjerna seglare (Apodidae), de fyra arterna i familjen trädseglare (Hemiprocnidae) och familjen kolibrier (Trochilidae). Med nästan 450 identifierade arter, är detta den mest skiftande ordning av fåglar efter tättingarna.

## Systematik
Precis som det vetenskapliga namnet Apodiformes antyder (som betyder "fotlös" på Latin) så är deras ben mycket små och har begränsad funktion utöver att sitta med. Fötterna är täckta av bar hud istället för fjäll som hos de flesta fåglar. En annan gemensam karaktär är deras långa vingar med kort, kraftigt överarmsben (humerus).. Den evolutionära utvecklingen av dessa vingkaraktärer har försett kolibrierna med vingar som är ideala för att i flykten, nästan svävande stå stilla i luften.

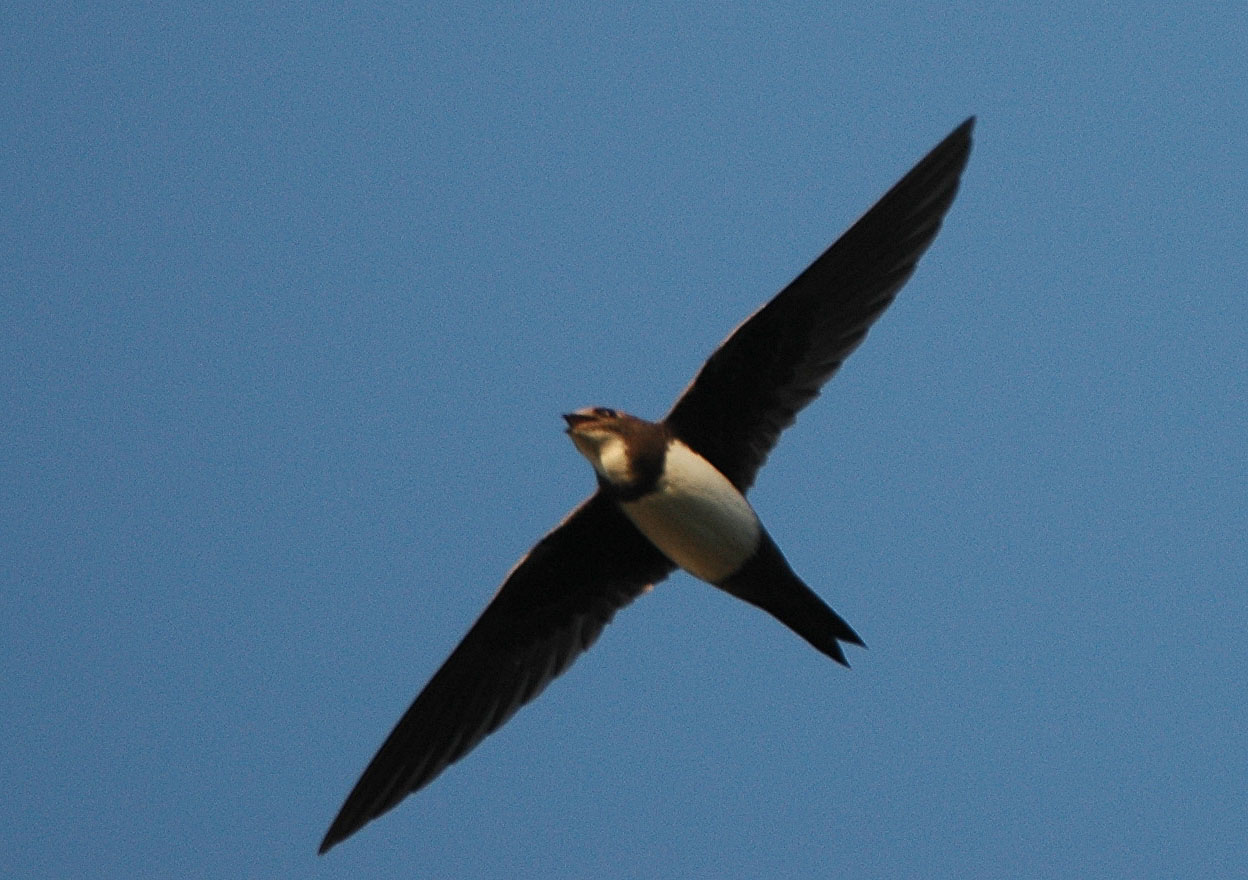
Alpseglare i familjen seglare.
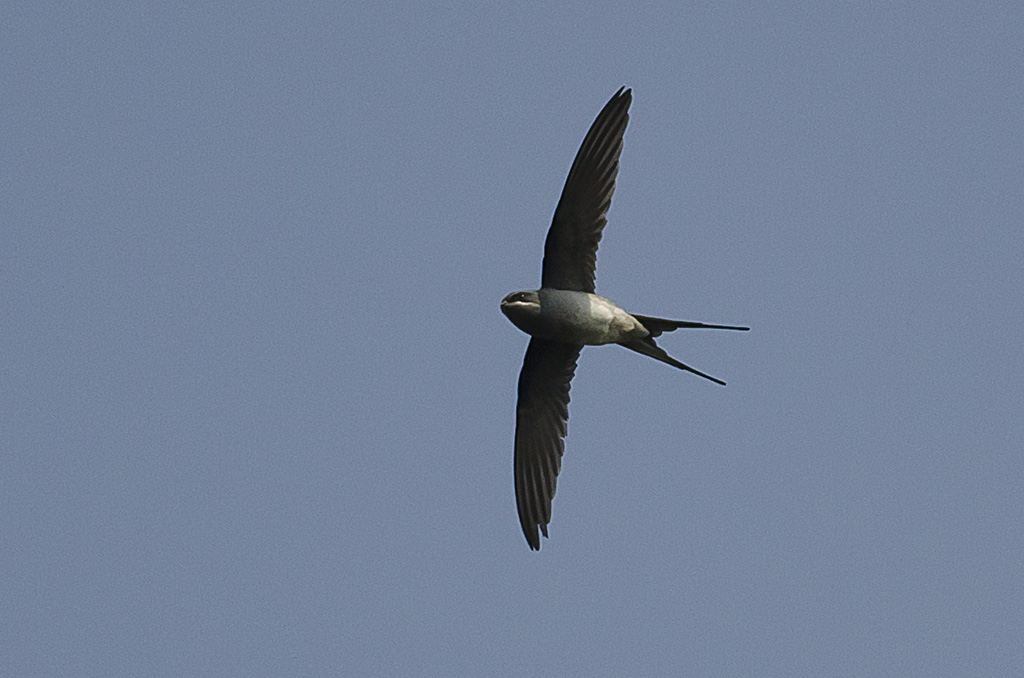
Tofsträdseglare i familjen trädseglare.
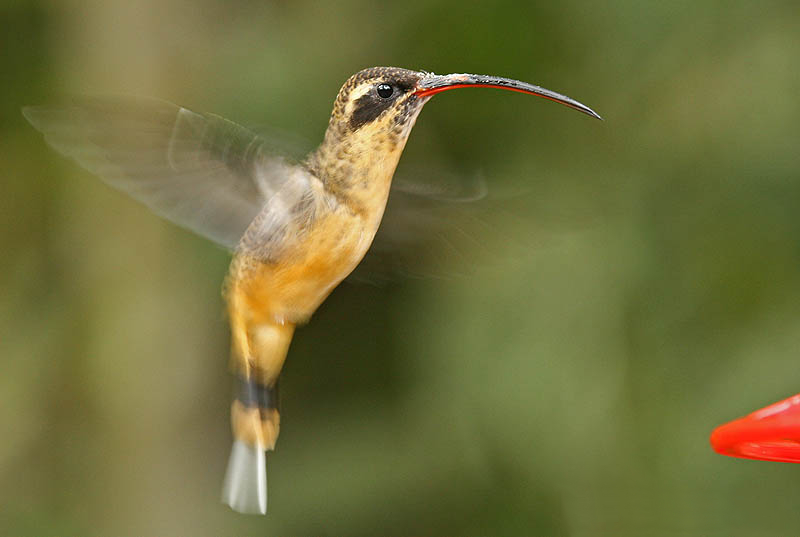
Rostbukig eremit i familjen kolibrier.

Ordningens arter delar andra anatomiska likheter med varandra och även likheter (framför allt skallens anatomi) med sina förmodat närmsta släktingar, uggleskärrorna (Aegothelidae).
Apodiformes utvecklades på norra halvklotet. Släktet Eocypselus är känt från fossil från sen paleocen eller tidigt eocen i norra Centraleuropa är svårplacerad. Dyke et al. (2004) föreslår att den utgör en primitiv trädseglar. Detta indikerar i så fall att seglarfåglarnas huvudutvecklingslinje avvek strax efter Krita/Tertiär-gränsen. Dock kan den seglarfågelsliknande foten som Eocypselus uppvisar, och som denna teori grundar sig på, vara ett utslag av så kallad symplesiomorfi. Merparten av den samtida forskningen i ämnet gör gällande att detta släkte inte går att placera vare sig i Apodiformes eller i Caprimulgiformes utan förbehåll. Släktet Primapus, från tidig eocen, funnet i England, har likheter med både seglare och fossil som placeras i familjen Aegialornithidae, och är i vissa aspekter ett mellanting mellan seglare och uggleskärror. Fossila fynd visar att det fanns seglare under denna period i Europa. Under sen eocen (cirka 35 miljoner år sedan), så började primitiva kolibrier att uppträda.
Den taxonomiska placeringen av familjen Aegialornithidae är inte fullt utredd. Olika studier placerar dem tillräckligt nära Apodiformes för att de ska inkluderas i den ordningen medan andra placerar dem i en egen utvecklingslinje av uggleskärrorna.

### Familjer inom ordningen
- Kolibrier (Trochilidae)
- Seglare (Apodidae)
- Trädseglare (Hemiprocnidae)
- Aegialornithidae (fossil)
- Jungornithidae (fossil)